# Damir Kreilach
Damir Kreilach (ur. 16 kwietnia 1989 w Vukovarze) – chorwacki piłkarz występujący na pozycji pomocnika w Vancouver Whitecaps.

## Kariera klubowa
W 2008 roku stał się członkiem kadry pierwszego zespołu HNK Rijeka. W rozgrywkach pierwszej lidze chorwackiej zadebiutował 30 kwietnia 2008 roku w meczu przeciwko NK Međimurje (5:2). W latach 2013-2018 występował w 1. FC Union Berlin, a w latach 2018-2023 w Real Salt Lake. W 2024 przeszedł do Vancouver Whitecaps FC.